# 曹肇
曹肇（？—244年），字長思，三國時代曹魏將領，大司馬曹休之子，有殊色。有孙曹摅。

## 生平
曹肇父親曹休為曹魏宗族重臣，於太和二年（228年）逝世，曹肇承襲父親長平侯的封爵。曹肇為人有才能，歷任散騎常侍、屯騎校尉。魏明帝曹叡病重時，本來打算將後事交託予燕王曹宇，但後來改變主意，下詔命曹肇以侯歸第（免除職務，僅領封爵）。曹肇於正始年間逝世，朝廷追贈衛將軍。其子曹興承襲爵位。其弟曹纂分其父三百戶獲封為列侯，後來擔任殄吳將軍，死後追贈前將軍。

## 軼事典故

### 賭衣弄幃
曹肇有殊色，被魏明帝寵愛，無論睡覺、休息也一起。曾經與魏明帝賭衣物，曹肇輸了，就進魏明帝寢宮穿上其衣服離開，其寵愛程度並不一般。

## 備註
1. ↑  《三國志·諸夏侯曹傳》：正始中薨。
2. ↑  裴松之注《三國志·諸夏侯曹傳》引郭頒《世語》：「肇字長思。」
3. ↑  《三國志·諸夏侯曹傳》：「肇有當世才度，為散騎常侍、屯騎校尉。明帝寢疾，方與燕王宇等屬以後事。帝意尋變，詔肇以侯歸第。正始中薨。追贈衞將軍。子興嗣。初，文帝分休戶三百封肇弟纂為列侯，後為殄吳將軍，薨，追贈前將軍。」
4. ↑  《艷異編正集》：「曹肇有殊色，魏明帝寵愛之，寢止恆同。嘗與帝戲，賭衣物，有不獲，輒入御帳服之徑 出。其見親寵類如此。」